# Ñ

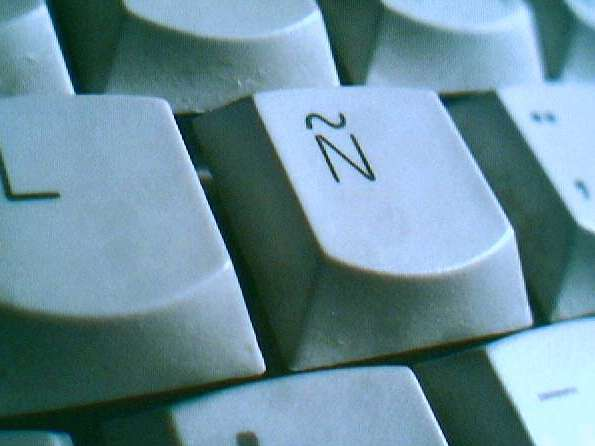
Ñ på ett tangentbord.

Ñ (gemenform: ñ) (n med tilde) är en bokstav i flera varianter av det latinska alfabetet. I bland annat de spanska, filipino och bretonska alfabeten har den ljudvärdet [ɲ] (IPA), en palatal nasal. Det är ett muljerat n, ungefär som /nj/ i "spanjor", fast bokstaven J är inte så framtonande. Bokstaven heter på spanska eñe och är den femtonde bokstaven i det spanska alfabetet.
Bokstaven förekommer även i krimtatariska alfabetet för ng-ljud när man skriver på tatariska med det latinska alfabetet, i madinka, i det bretonska språket när föregående vokal är nasal, som i till exempel Jañ [djã] eller Brezheñ [brezẽ], och i flera andra ortografier. Bokstaven har även tidigare används i turkiskan (ﯓ).

## Datoranvändning
För att skriva Ñ eller ñ i Windows är det normala sättet att hålla ner Alt Gr, skriva ett tildetecken (som ofta finns nära returtangenten), därefter släppa Alt gr och skriva ett n. Man kan också hålla nere Alt-tangenten samtidigt som 0241 (för gement ñ) skrivs på det numeriska tangentbordet, varefter Alt-tangenten släpps upp. För ett versalt Ñ skrivs på motsvarande sätt 0209.
I Mac OS Classic och Mac OS med svenskt tangentbord skrivs ñ med ett tilde (alt+¨) följt av ett n. 
I lulesamiska fanns tidigare bokstaven ń, vilken idag skrivs som ŋ, ett tecken som inte traditionellt stötts av nordiska tangentbord och teckenuppsättningar. Man har då använt ñ i stället. Ń hade valts för att det direkt stöddes av skrivmaskiner. Numera stöds alla samiska tecken av nordiska tangentbord och Unicode.